# Márcio Rodrigues
Márcio Rodrigues, mais conhecido como Magrão (São Paulo, 20 de dezembro de 1985), é um ex-futebolista brasileiro que atuava como volante.

## Carreira
Nascido no bairro de São João Clímaco e criado em Heliópolis, recebeu o apelido Magrão por sua constituição física. Iniciou jogando nos campos de várzea e nas quadras de futsal, até ser descoberto pelo A.D. São Caetano, em um jogo amistoso entre o um time de Diadema e o Time do Mercado da Vila Barcelona de São Caetano do Sul em 1995. O Sr. Jacob Bernardon, então Técnico do Juniores do A.D. São Caetano, organizava jogos amistosos para colocar jogadores do Juniores e ex-jogadores profissionais que tinha trabalhado com ele para se confraternizarem pela região do ABCD Paulista. Depois de se profissionalizar no A.D. São Caetano, Magrão foi para o Cruzeiro Esporte Clube em 1998 a 1999 fazendo apenas 3 partidas como titular, acabando por voltar para o São Caetano. No São Caetano, participou do time vice-campeão da Copa João Havelange. Seu estilo aguerrido despertou o interesse do Palmeiras, que o contratou em fevereiro de 2001.
Voltou ao São Caetano, por empréstimo, para disputar o Campeonato Brasileiro de 2002, retornando ao Palmeiras logo após, em janeiro de 2003. Magrão foi um dos destaques do Palmeiras que disputou e venceu o campeonato da Campeonato Brasileiro da Série B de 2003. No ano seguinte, participou da boa campanha no Brasileirão (que classificou o clube para a Copa Libertadores) e da irregular participação na competição sul-americana no ano seguinte. Ainda em 2004 recebeu a Bola de Prata da revista Placar.
Em julho de 2005, transferiu-se para o Yokohama Marinos, do Japão. Em agosto de 2006, acertou sua volta ao Brasil para defender o Corinthians. No dia 15 de maio de 2007, o Corinthians rescindiu com Magrão que retornou ao Yokohama Marinos.
Após dois meses de negociação, a equipe japonesa negociou o volante com o Internacional, que apresentou o jogador em 11 de julho de 2007, com contrato por quatro anos. No Inter, Magrão logo se tornou ídolo da torcida, conquistando os Gauchões de 2008 e 2009, a Copa Sul-americana de 2008 e a Copa Suruga Bank de 2009. Em agosto de 2009, Magrão foi afastado do grupo para tratar de problemas com pedras nos rins. Voltou a jogar em 26 de agosto, pelo Brasileirão, no empate de 3–3 contra o Santos, na Vila Belmiro.
Em setembro de 2009, o jogador foi contratado pelo Al-Wahda, dos Emirados Árabes Unidos. Em julho de 2012, acertou com o Dubai Club, também dos Emirados Árabes.
Foi contratado pelo Náutico para a disputa do Campeonato Brasileiro e da Copa Sul-Americana em 13 de maio de 2013.
Após ser dispensado pelo Timbu, foi contratado pelo América Mineiro no dia 15 de setembro de 2013.
No dia 30 de dezembro de 2014 foi contratado pelo Novo Hamburgo para a disputa do Campeonato Gaúcho.
Dia 8 de abril de 2015 a Federação Gaúcha de Futebol anunciou que Magrão foi pego no exame antidoping do jogo contra o Internacional, na primeira rodada. O atleta alegou que faz uso de medicamentos contra o câncer, doença que ninguém sabia que ele tinha tido.

## Jogos pela Seleção Brasileira
| Nº | Data                  | Competição                     | Local                  |        | Placar | Adversário | Referência |
| -- | --------------------- | ------------------------------ | ---------------------- | ------ | ------ | ---------- | ---------- |
| 1  | 18 de agosto de 2004  | Amistoso                       | Porto Príncipe (Haiti) | Brasil | 6 – 0  | Haiti      | [ 9 ]      |
| 2  | 13 de outubro de 2004 | Eliminatórias da Copa do Mundo | Maceió (Brasil)        | Brasil | 0 – 0  | Colômbia   | [ 10 ]     |
| 3  | 27 de abril de 2005   | Amistoso                       | São Paulo (Brasil)     | Brasil | 3 – 0  | Guatemala  | [ 11 ]     |

## Títulos
São Caetano
- Campeonato Paulista - Série A3: 1998
- Campeonato Paulista - Série A2: 2000

Palmeiras
- Copa dos Campeões: 2000
- Campeonato Brasileiro - Série B: 2003

Internacional
- Campeonato Gaúcho: 2008 e 2009
- Copa Sul-Americana: 2008
- Copa Suruga Bank: 2009

Al-Wahda
- UAE League: 2009–10

### Outras Conquistas
Palmeiras
- Taça Pedreira: 2002
- Taça Cidade de Jacutinga: 2002
- Troféu 177º Aniversário de Rio Claro: 2002
- Taça River: 2002
- Troféu Aniversário de 100 Anos, de Paulo Coelho Netto: 2002
- Taça 125 Anos do Corpo de Bombeiro: 2005

Internacional
- Copa Dubai: 2008
- Taça Fernando Carvalho: 2009
- Taça Fábio Koff: 2009
- Troféu Osmar Santos: 2009

## Prêmios
Palmeiras
- Bola de Prata da Revista Placar: 2004